# Erik Sundquist
Erik Sundquist, född Erik Joel Sundquist 15 april 1907 i Skara, död 19 februari 1976 i Stockholm, var en svensk operasångare (baryton).

## Filmografi
- 1949 – Lång-Lasse i Delsbo
- 1951 – Sköna Helena
- 1952 – Eldfågeln

### Fotnoter
1. ↑  Sundquist, Erik i Vem är det 1963
2. ↑  ”Erik Sundquist”. Svensk Filmdatabas. http://sfi.se/sv/svensk-filmdatabas/Item/?type=PERSON&itemid=61707&ref=%2ftemplates%2fSwedishFilmSearchResult.aspx%3fid%3d1225%26epslanguage%3dsv%26searchword%3derik+sundquist%26type%3dPerson%26match%3dBegin%26page%3d1%26prom%3dFalse. Läst 21 augusti 2012.